# Halesus nurag
Halesus nurag là một loài Trichoptera trong họ Limnephilidae. Chúng phân bố ở miền Cổ bắc.